# 조잠
상민왕 조잠(相愍王 曹潛, ? ~ 233년)은 조위의 제후왕으로, 상상왕의 아들이다.

## 행적
청룡 원년(233년), 상왕(相王)에 봉해졌으나 그 해에 죽었다. 시호를 민(愍)이라 하였고, 아들 조언이 뒤를 이었다.

## 출전
- 진수, 《삼국지》 권20 위지 무문세왕공전

| 전임 (추존) 아버지 상상왕 조삭 | 조위의 상왕 233년 | 후임 아들 상회왕 조언 |